# Ulla Grigat

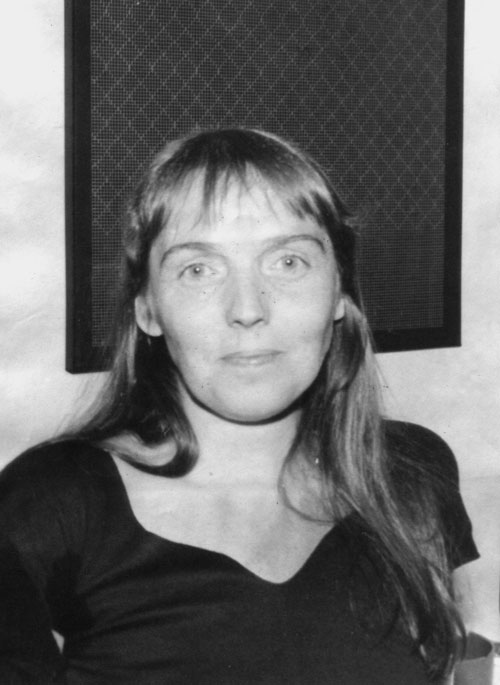
Ulla Grigat

Ulla Grigat (* 1943 in Bannewitz) ist eine deutsche Malerin der konkreten Kunst.

## Leben
Ulla Grigat wurde 1943 in Bannewitz, einer kleinen Gemeinde südlich von Dresden, in der sächsischen Schweiz geboren. Sie wuchs in Karlsruhe als Tochter einer Dachdeckerfamilie auf und lernte bis 1961 als Keramikmalerin an der renommierten Majolika-Keramikmanufaktur Karlsruhe. Ihre Ausbildung setzte sie an der Kunstgewerbeschule Pforzheim bei Curt Rohte (Assistent und Schüler von Max Slevogt) bis 1963 fort. Daraufhin begann sie ein Studium der Freien Malerei an der Kunstakademie Karlsruhe in der Klasse von Georg Meistermann. Es folgte ein Umzug an den Niederrhein, wo sie 1968 ihr Studium in den Klassen von Beuys und Geiger an der Kunstakademie Düsseldorf fortsetzte. 1971 wurde sie von Rupprecht Geiger zur Meisterschülerin ernannt. Ihre Berufung zur Künstlerin setzt Ulla Grigat seither professionell fort. Sie war mit dem Restaurator Johannes Grigat (1932–1992), Sohn des Schriftstellers Jakob Haringer, verheiratet und hat zwei erwachsene Töchter.
Ulla Grigat lebt und wirkt in Mönchengladbach.

## Ausstellungen (Auswahl)
- 2019 ℅ Koexistenz, Städtisches Museum Schloss Rheydt
- 2016 Die Sammlung Hiltrud Neumann, Kunststiftung Goch
- 2015 Städtischer Galerieraum EA71, Mönchengladbach (SOLO)
- „30 Jahre Steinmetzstraße“, Kunstverein MMIII Mönchengladbach
- „Westdeutscher Künstlerbund“, Museum + Stadtarchiv, Kamen
- 2013 „Lithokate“ Edition Kuhlen, Kunstverein MMIII, Mönchengladbach
- 2009 Hybrid Galerie, Mönchengladbach (SOLO)
- 2005 „Die Sammlung Essers“, Städtisches Museum Schloss Rheydt
- 2001 Galerie Noack, Mönchengladbach (SOLO)
- 1999 Kunstinitiatief L5, Roermond/Niederlande (SOLO)
- 1996 „L5“ Christoffelhuis, Roermond, Niederlande
- 1994 WKB, Kunsthalle Vestisches Museum, Kutscherhaus, Recklinghausen
- 1992 Bijutsu-Kogei-Galerie, Kyoto/Japan (SOLO)
- 1989 Galerie Monochrom, Aachen (SOLO)
- Karl-Ernst-Osthaus Museum, Hagen
- 1988 Museum der Stadt, Lüdenscheid
- 1985 Frauenmuseum, Bonn
- 1981 Atelierhaus Wieck, Haltern (SOLO)
- Märkisches Stipendium für Bildende Kunst (SOLO)
- 1979 Ausstellungsraum Uwe Obier, Recklinghausen (SOLO)
- 1977 Galerie Pa Szepan, Gelsenkirchen-Buer (SOLO)
- 1975 DKB Deutscher Künstlerbund, Neue Nationalgalerie, Berlin
- Museum im Prediger, Schwäbisch Gmünd
- 1974 „Die Planke“, Städtisches Museum Mönchengladbach
- 1969 Galerie Spektrum, Aachen (SOLO)

## Arbeiten im öffentlichen Besitz und Sammlungen (Auswahl)
- Sammlung Angelika u. Guido Nawroth, Lüssow/Güstrow
- Sammlung Trude u. Peter Lacroix, Ludwig Forum Aachen
- Sammlung Peter C. Ruppert, Museum im Kulturspeicher Würzburg
- Sammlung Etzold, Abteiberg Museum Mönchengladbach
- Sammlung der Städtischen Galerie Lüdenscheid
- Sammlung Hiltrud Neumann, Kunststiftung Goch
- Städtische Kunstsammlung Gelsenkirchen
- Sammlung Heinz Döhmen, Viersen
- Sammlung Schloss Moyland, Bedburg-Hau
- Probstei Edmund Erlemann, Mönchengladbach
- Sammlung Uwe Obier, Lüdenscheid
- Volksbank Mönchengladbach
- Stadtsparkasse Mönchengladbach
- Sammlung Essers, Mönchengladbach

## Arbeiten im öffentlichen Raum
- Gestaltung der Schleierbretter der Orgel in St.Andreas und Matthias, Jülich, 1991 in Kooperation mit dem Architekturbüro Heinz Döhmen